# DPP-4-hæmmer
DPP-4-hæmmere (dipeptidyl peptidase 4 hæmmere, også kendt som gliptiner), er en gruppe nyere perorale antidiabetika som anvendes i behandlingen af type 2 diabetes mellitus. Det første stof i gruppen, sitagliptin, blev godkendt af den amerikanske fødevare- og lægemiddelforvaltning (FDA) i 2006 og af det europæiske lægemiddelagentur (EMA) i 2007. 

## Virkningsmekanisme
DPP-4-hæmmere virker ved at hæmme enzymet dipeptidyl peptidase 4 (DPP4). Dette enzym deaktiverer nogle hormoner som kaldes incretiner der hhv. stimulerer og hæmmer frigivelsen af hormonerne insulin og glukagon. En hæmning af DPP4 bevirker således en øget frigivelse af insulin og en nedsat frigivelse af glukagon. Dette medfører en sænkning af niveauerne af glukose i blodet.

## DPP-4-hæmmere i klinisk brug
Følgende DPP-4-hæmmere var i klinisk brug i Danmark pr. februar 2013 (handelsnavne er anført i parentes):
- Vildagliptin (Galvus®)
- Sitagliptin (Januvia®)
- Saxagliptin (Onglyza®)
- Linagliptin (Trajenta®)